# Señores de las Sombras
Los Señores de las Sombras son una tribu ficticia de hombres lobo (Garou) en el juego de rol Hombre lobo: El Apocalipsis. Poseen una reputación de manipuladores, continuamente conspirando para alcanzar el poder dentro de su tribu y para dominar a las demás. En su mayoría pueden trazar sus orígenes a las tierras de Europa Oriental, aunque han establecido comunidades en todo el mundo. A pesar de su reputación, el resto de las tribus reconoce que son especialmente astutos y que no han dudado en hacer el trabajo sucio que los demás Garou han evitado. También se reconocen como los que tratan de derrocar a la tribu de los Colmillos Plateados en el liderazgo de los Garou, pues los consideran una aristocracia incapaz y decadente.
La dominación y la sumisión, la autoridad y el vasallaje... estos conceptos forman la base de la sociedad de los Señores de la Sombra. Para ellos, la jerarquía lo es todo. Ninguna otra tribu está organizada de una forma tan rígida; sin embargo, como sus Ancianos dominan la política, tienen fama de traidores. Opinan que a medida que el resto del mundo se precipita hacia la oscuridad, el poder político es la única fuerza que puede mantener unida a la Nación Garou. El liderazgo es lo único que demuestra la valía, así que se debe alcanzar utilizando cualquier medio posible. Maquiavélicos y manipuladores, los Señores de la Sombra suelen ser ser difamados. Cargando con el desprecio y la desconfianza de los demás, con una rabia que se cuece a fuego lento, vuelven a ocultarse en sus planes oscuros y en sus actividades furtivas. Es mejor exigir la venganza cuando tus rivales menos lo esperan.
En Japón existe una rama de los Señores de la Sombra, llamada Hakken, que está formada exclusivamente por Garou nacidos como humanos porque ya no quedan lobos en el país. Esta rama oriental no sigue las normativas generales y se comporta con extremo honor, considerándose los últimos samuráis verdaderos.
Apariencia: Los Señores de la Sombra suelen intimidar e infundir respeto y miedo. Un Señor de la Sombra suele ser oscuro y tener un aspecto ensimismado, además de un porte autoritario. Algunos son cordiales y carismáticos, incluso tienen empatía, mientras que otros actúan de forma servil y furtiva, como un consumado consejero de túmulo. En forma Lupus, son corpulentos y rechonchos, como los macizos pit bulls. Poseen un pelaje tan oscuro como su nombre implica. Diversos homínidos están ansiosos de cambiar a Lupus durante los días más fríos y lluviosos del año.
Parentela: Las familias más antiguas de su Parentela habitan en Europa Oriental, pero la tribu ha creado "rebaños" de reproducción en otras partes del mundo. La inteligencia es una característica muy apreciada. La Parentela que se reproduce con los Señores de la Sombra suele hacerlo después de largos años de romance tempestuoso y disfuncional. En ocasiones, las hembras de los Señores de la Sombra se alejan del rebaño para unirse a señores poderosos: un hombre de negocios cruel, un brillante criminal o incluso un dictador militar pueden ser dominados por una pretendiente majestuosa. Sin embargo, su Parentela no recibe demasiados mimos. Las criaturas débiles y las víctimas no merecen reproducirse.
Territorio: A la tribu le gustan los paisajes desapacibles de belleza tenebrosa y sombría. Las tierras que rodean sus túmulos serían un excelente decorado para las películas de terror clásicas; las montañas escarpadas, los bosques tenebrosos y las nieblas constantes son lugares perfectos para celebrar sus rituales y meditar. Debido a su adoración por el Abuelo Trueno, las tormentas son frecuentes alrededor de sus túmulos.
Tótem Tribal: Abuelo Trueno es adorado por los cultos de los Señores de la Sombra reverentes; algunos de ellos consideran que se ha alejado por completo de la Madre Gaia.
- Datos: Q6126675